# Сан Саба
За окръга в Тексас вижте Сан Саба (окръг).
Сан Саба (на английски: San Saba) е град в Тексас, Съединени американски щати, административен център на окръг Сан Саба. Намира се на 150 km северозападно от Остин. Населението му е 3075 души (по приблизителна оценка от 2017 г.).
В Сан Саба е роден актьорът Томи Лий Джоунс (р. 1946).